# インドネシア前進内閣
インドネシア前進内閣（インドネシアぜんしんないかく、インドネシア語: Kabinet Indonesia Maju）は、2019年10月23日にジョコ・ウィドドが大統領に再選され成立し、2024年10月20日まで続いたインドネシアの内閣である。
ジョコウィ大統領はこの内閣を13回改造し、最後の改造は2024年9月11日に行われた。

## 内閣の顔ぶれ・人事
所属政党・出身:
  闘争民主党
  グリンドラ党
  民主党
  ナスデム党
  ゴルカル
  民族覚醒党
  国民信託党
  インドネシア連帯党
  開発統一党
  ペリンド党
  月星党
  無所属

### 政府の長
2019年（令和元年）10月20日発足。
| 職名     | 氏名             | 画像 | 出身等     | 任期                            | 備考 |
| -------- | ---------------- | ---- | ---------- | ------------------------------- | ---- |
| 大統領   | ジョコ・ウィドド |      | 闘争民主党 | 2019年10月20日 ‐ 2024年10月20日 |      |
| 副大統領 | マアルフ・アミン |      | 無所属     | 2019年10月20日 ‐ 2024年10月20日 |      |

### 調整大臣
2019年（令和6年）10月23日発足。
| 職名                         | 氏名                               | 画像 | 出身等   | 任期                            | 備考   |
| ---------------------------- | ---------------------------------- | ---- | -------- | ------------------------------- | ------ |
| 政治・法務・治安担当調整大臣 | モハマッド・マフッド               |      | 無所属   | 2019年10月23日 ‐ 2024年2月2日   | 再入閣 |
| 政治・法務・治安担当調整大臣 | ティト・カルナフィアン             |      | 無所属   | 2024年2月2日 ‐ 2024年2月21日    |        |
| 政治・法務・治安担当調整大臣 | ハディ・チャヤント                 |      | 無所属   | 2024年2月21日 ‐ 2024年10月20日  |        |
| 経済担当調整大臣             | アイルランガ・ハルタルト           |      | ゴルカル | 2019年10月23日 ‐ 2024年10月20日 |        |
| 海洋・投資担当調整大臣       | ルフット・ビンサル・パンジャイタン |      | ゴルカル | 2019年10月23日 ‐ 2024年10月20日 | 再任   |
| 人間開発・文化担当調整大臣   | ムハジル・エフェンディ             |      | 無所属   | 2019年10月23日 ‐ 2024年10月20日 |        |

### 大臣
2019年（令和元年）10月23日発足。
| 職名                                                | 氏名                                       | 画像 | 出身等       | 任期                            | 備考   |
| --------------------------------------------------- | ------------------------------------------ | ---- | ------------ | ------------------------------- | ------ |
| 国家官房長官                                        | プラティクノ                               |      | 無所属       | 2019年10月23日 ‐ 2024年10月20日 | 再任   |
| 内務大臣                                            | ティト・カルナフィアン                     |      | 無所属       | 2019年10月23日 ‐ 2024年10月20日 | 初入閣 |
| 外務大臣                                            | ルトノ・マルスディ                         |      | 無所属       | 2019年10月23日 ‐ 2024年10月20日 | 再任   |
| 国防大臣                                            | プラボウォ・スビアント                     |      | グリンドラ党 | 2019年10月23日 ‐ 2024年10月20日 | 初入閣 |
| 法務・人権大臣                                      | ヤソナ・ラオリ                             |      | 闘争民主党   | 2019年10月23日 ‐ 2024年8月19日  | 再入閣 |
| 法務・人権大臣                                      | スプラトマン・アンディ・アグタス           |      | グリンドラ党 | 2024年8月19日 ‐ 2024年10月20日  | 初入閣 |
| 財務大臣                                            | スリ・ムルヤニ                             |      | 無所属       | 2019年10月23日 ‐ 2024年10月20日 | 再任   |
| エネルギー・鉱物資源大臣                            | アリフィン・タスリフ                       |      | 闘争民主党   | 2019年10月23日 ‐ 2024年8月19日  | 再入閣 |
| エネルギー・鉱物資源大臣                            | バリル・ラハダリア                         |      | ゴルカル     | 2024年8月19日 ‐ 2024年10月20日  |        |
| 工業大臣                                            | アグス・グミワン・カルタサスミタ           |      | ゴルカル     | 2019年10月23日 ‐ 2024年8月19日  |        |
| 商業大臣                                            | アグス・スパルマント                       |      | 民族覚醒党   | 2019年10月23日 ‐ 2020年12月23日 | 初入閣 |
| 商業大臣                                            | ムハマッド・ルトフィ                       |      | 無所属       | 2020年12月23日 ‐ 2022年6月15日  | 再入閣 |
| 商業大臣                                            | ズルキフリ・ハッサン                       |      | 国民信託党   | 2022年6月15日 ‐ 2024年10月20日  | 再入閣 |
| 農業大臣                                            | シャフルル・ヤシン・リンポ                 |      | ナスデム党   | 2019年10月23日 ‐ 2023年10月6日  | 初入閣 |
| 農業大臣                                            | アリフ・プラセティオ・アディ               |      | 無所属       | 2023年10月6日 ‐ 2023年10月25日  | 初入閣 |
| 農業大臣                                            | アムラン・スライマン                       |      | 無所属       | 2023年10月25日 ‐ 2024年10月20日 | 再入閣 |
| 環境・林業大臣                                      | シティ・ヌルバヤ・バカール                 |      | ナスデム党   | 2019年10月23日 ‐ 2024年10月20日 | 再任   |
| 運輸大臣                                            | ブディ・カリヤ・スマディ                   |      | 無所属       | 2019年10月23日 ‐ 2024年10月20日 | 再任   |
| 海洋・水産大臣                                      | エディ・プラボウォ                         |      | グリンドラ党 | 2019年10月23日 ‐ 2020年11月25日 | 初入閣 |
| 海洋・水産大臣                                      | ルフット・ビンサル・パンジャイタン         |      | ゴルカル     | 2020年11月25日 ‐ 2020年12月2日  |        |
| 海洋・水産大臣                                      | シャフルル・ヤシン・リンポ                 |      | ナスデム党   | 2020年12月2日 ‐ 2020年12月23日  |        |
| 海洋・水産大臣                                      | サクティ・ワヒュ・トレンゴノ               |      | 無所属       | 2020年12月23日 ‐ 2024年10月20日 |        |
| 労働大臣                                            | イダ・ファウジヤ                           |      | 民族覚醒党   | 2019年10月23日 ‐ 2024年10月1日  | 初入閣 |
| 労働大臣                                            | アイルランガ・ハルタルト                   |      | ゴルカル     | 2024年10月1日 ‐ 2024年10月20日  |        |
| 村落・後進地域開発・移住大臣                        | アブドゥル・ハリム・イスカンダル           |      | 民族覚醒党   | 2019年10月23日 ‐ 2024年10月1日  | 初入閣 |
| 村落・後進地域開発・移住大臣                        | ムハジル・エフェンディ                     |      | 無所属       | 2024年10月1日 ‐ 2024年10月20日  |        |
| 公共事業・国民住宅大臣                              | バスキ・ハディムルヨノ                     |      | 無所属       | 2019年10月23日 ‐ 2024年10月20日 | 再任   |
| 保健大臣                                            | テラワン・アグス・プトラント               |      | 無所属       | 2019年10月23日 ‐ 2020年12月23日 | 初入閣 |
| 保健大臣                                            | ブディ・グナディ・サディキン               |      | 無所属       | 2020年12月23日 ‐ 2024年10月20日 | 初入閣 |
| 教育・文化・研究・技術大臣 （旧称：教育・文化大臣） | ナディム・マカリム                         |      | 無所属       | 2019年10月23日 ‐ 2024年10月20日 | 初入閣 |
| 研究・技術大臣                                      | バンバン・ブロジョネゴロ                   |      | 無所属       | 2019年10月23日 ‐ 2021年4月28日  |        |
| 社会大臣                                            | ジュリアリ・バトゥバラ                     |      | 闘争民主党   | 2019年10月23日 ‐ 2020年12月6日  | 初入閣 |
| 社会大臣                                            | ムハジル・エフェンディ                     |      | 無所属       | 2020年12月6日 ‐ 2020年12月23日  |        |
| 社会大臣                                            | トリ・リスマハリニ                         |      | 闘争民主党   | 2020年12月23日 ‐ 2024年9月6日   | 初入閣 |
| 社会大臣                                            | ムハジル・エフェンディ                     |      | 無所属       | 2024年9月6日 ‐ 2024年9月11日    |        |
| 社会大臣                                            | サイフラ・ユスフ                           |      | 民族覚醒党   | 2024年9月11日 ‐ 2024年10月20日  | 初入閣 |
| 宗教大臣                                            | ファルル・ラジ                             |      | 無所属       | 2019年10月23日 ‐ 2020年12月23日 | 初入閣 |
| 宗教大臣                                            | ヤクット・ホリル・コウマス                 |      | 民族覚醒党   | 2020年12月23日 ‐ 2024年10月20日 | 初入閣 |
| 観光・創造経済大臣                                  | ウィシュヌタマ                             |      | 無所属       | 2019年10月23日 ‐ 2020年12月23日 | 初入閣 |
| 観光・創造経済大臣                                  | サンディアガ・ウノ                         |      | 開発統一党   | 2020年12月23日 ‐ 2024年10月20日 | 初入閣 |
| 通信・情報大臣                                      | ジョニー・G・プラテ                        |      | ナスデム党   | 2019年10月23日 ‐ 2023年5月19日  | 初入閣 |
| 通信・情報大臣                                      | モハマッド・マフッド                       |      | 無所属       | 2023年5月19日 ‐ 2023年7月17日   |        |
| 通信・情報大臣                                      | ブディ・アリ・スティアディ                 |      | 無所属       | 2023年7月17日 ‐ 2024年10月20日  |        |
| 協同組合・中小企業大臣                              | テテン・マスドゥキ                         |      | 闘争民主党   | 2019年10月23日 ‐ 2024年10月20日 | 再入閣 |
| 女性エンパワーメント・児童保護大臣                  | イ・グスティ・アユ・ビンタン・ダルマワティ |      | 闘争民主党   | 2019年10月23日 ‐ 2024年10月20日 | 初入閣 |
| 国家機関強化・官僚改革大臣                          | チャヨ・クモロ                             |      | 闘争民主党   | 2019年10月23日 ‐ 2022年6月20日  |        |
| 国家機関強化・官僚改革大臣                          | モハマッド・マフッド                       |      | 無所属       | 2022年6月20日 ‐ 2022年7月4日    |        |
| 国家機関強化・官僚改革大臣                          | ティト・カルナフィアン                     |      | 無所属       | 2022年7月4日 ‐ 2022年7月16日    |        |
| 国家機関強化・官僚改革大臣                          | モハマッド・マフッド                       |      | 無所属       | 2022年7月16日 ‐ 2022年9月7日    |        |
| 国家機関強化・官僚改革大臣                          | アブドゥラ・アズワル・アナス               |      | 闘争民主党   | 2022年9月7日 ‐ 2024年10月20日   | 初入閣 |
| 国家開発企画大臣 国家開発企画庁長官                 | スハルソ・モノアルファ                     |      | 開発統一党   | 2019年10月23日 ‐ 2024年10月20日 | 再入閣 |
| 土地・空間計画大臣 国家土地庁長官                   | ソフィアン・ジャリル                       |      | 無所属       | 2019年10月23日 ‐ 2022年6月15日  | 再入閣 |
| 土地・空間計画大臣 国家土地庁長官                   | ハディ・チャヤント                         |      | 無所属       | 2022年6月15日 ‐ 2024年2月21日   | 初入閣 |
| 土地・空間計画大臣 国家土地庁長官                   | アグス・ハリムルティ・ユドヨノ             |      | 民主党       | 2024年2月21日 ‐ 2024年10月20日  | 初入閣 |
| 国営企業大臣                                        | エリック・トヒル                           |      | 無所属       | 2019年10月23日 ‐ 2024年10月20日 | 初入閣 |
| 青年・スポーツ大臣                                  | ザイヌディン・アマリ                       |      | ゴルカル     | 2019年10月23日 ‐ 2023年3月13日  | 再入閣 |
| 青年・スポーツ大臣                                  | ムハジル・エフェンディ                     |      | 無所属       | 2023年3月13日 ‐ 2023年4月3日    |        |
| 青年・スポーツ大臣                                  | ディト・アリオテジョ                       |      | ゴルカル     | 2023年4月3日 ‐ 2024年10月20日   | 初入閣 |
| 投資大臣 投資調整委員会委員長                       | バリル・ラハダリア                         |      | ゴルカル     | 2021年4月28日 ‐ 2024年8月19日   |        |
| 投資大臣 投資調整委員会委員長                       | ロサン・ルスラニ                           |      | 無所属       | 2024年8月19日 ‐ 2024年10月20日  | 再入閣 |

### 副大臣
2019年（令和元年）10月25日任命。
| 職名                           | 氏名                                       | 画像 | 出身等             | 任期                            | 備考 |
| ------------------------------ | ------------------------------------------ | ---- | ------------------ | ------------------------------- | ---- |
| 内務副大臣                     | ジョン・ウェンピ・ウェティポ               |      | 闘争民主党         | 2019年10月25日 ‐ 2024年10月20日 |      |
| 外務副大臣                     | マヘンドラ・シレガル                       |      | 無所属             | 2019年10月25日 ‐ 2022年7月19日  |      |
| 外務副大臣                     | 空席                                       |      |                    | 2022年7月20日 ‐ 2023年7月17日   |      |
| 外務副大臣                     | パハラ・マンスリ                           |      | 無所属             | 2023年7月17日 ‐ 2024年10月20日  |      |
| 国防副大臣                     | サクティ・ワヒュ・トレンゴノ               |      | 無所属             | 2019年10月25日 ‐ 2020年12月23日 |      |
| 国防副大臣                     | ムハマッド・ヘリンドラ                     |      | 無所属             | 2020年12月23日 ‐ 2024年10月20日 |      |
| 法務・人権副大臣               | エドワード・オマール・シャリフ・ヒアリエジ |      | 無所属             | 2020年12月23日 ‐ 2023年12月7日  |      |
| 宗教副大臣                     | ザイヌット・タウヒド・サアディ             |      | 開発統一党         | 2019年10月25日 ‐ 2023年7月17日  |      |
| 宗教副大臣                     | サイフル・ラフマット・ダスキ               |      | 開発統一党         | 2023年7月17日 ‐ 2024年10月20日  |      |
| 財務副大臣                     | スアハシル・ナザラ                         |      | 無所属             | 2019年10月25日 ‐ 2024年10月20日 |      |
| 財務副大臣                     | トーマス・ジワンドノ                       |      | グリンドラ党       | 2024年7月18日 ‐ 2024年10月20日  |      |
| 保健副大臣                     | ダンテ・サクソノ・ハルブウォノ             |      | 無所属             | 2020年12月23日 ‐ 2024年10月20日 |      |
| 労働副大臣                     | アフリアンシャ・ヌール                     |      | 月星党             | 2022年6月15日 ‐ 2024年10月20日  |      |
| 商業副大臣                     | ジェリー・サンブアガ                       |      | ゴルカル           | 2019年10月25日 ‐ 2024年10月20日 |      |
| 公共事業・国民住宅副大臣       | ジョン・ウェンピ・ウェティポ               |      | 闘争民主党         | 2019年10月25日 ‐ 2022年6月15日  |      |
| 村落・後進地域開発・移住副大臣 | ブディ・アリ・スティアディ                 |      | 無所属             | 2019年10月25日 ‐ 2023年7月17日  |      |
| 村落・後進地域開発・移住副大臣 | パイマン・ラハリョ                         |      | 無所属             | 2023年7月17日 ‐ 2024年10月20日  |      |
| 通信・情報副大臣               | ネザル・パトリア                           |      | 無所属             | 2023年7月17日 ‐ 2024年8月19日   |      |
| 通信・情報副大臣               | アンガ・ラカ・プラボウォ                   |      | グリンドラ党       | 2024年8月19日 ‐ 2024年10月20日  |      |
| 農業副大臣                     | ハルフィック・ハスヌル・コルビ             |      | 無所属             | 2020年12月23日 ‐ 2024年7月18日  |      |
| 農業副大臣                     | スダリオノ                                 |      | グリンドラ党       | 2024年7月18日 ‐ 2024年10月20日  |      |
| 環境・林業副大臣               | アル・ドホン                               |      | 無所属             | 2019年10月25日 ‐ 2024年10月20日 |      |
| 土地・空間計画副大臣           | スリヤ・チャンドラ                         |      | インドネシア連帯党 | 2019年10月25日 ‐ 2022年6月15日  |      |
| 土地・空間計画副大臣           | ラジャ・ジュリ・アントニ                   |      | インドネシア連帯党 | 2022年6月15日 ‐ 2024年10月20日  |      |
| 国営企業副大臣                 | ブディ・グナディ・サディキン               |      | 無所属             | 2019年10月25日 ‐ 2020年12月23日 |      |
| 国営企業副大臣                 | パハラ・マンスリ                           |      | 無所属             | 2020年12月23日 ‐ 2023年12月7日  |      |
| 国営企業副大臣                 | カルティカ・ウィリョアトモジョ             |      | 無所属             | 2019年10月25日 ‐ 2024年10月20日 |      |
| 国営企業副大臣                 | ロサン・ルスラニ                           |      | 無所属             | 2023年7月17日 ‐ 2023年10月25日  |      |
| 投資副大臣                     | ユリオット・タンジュン                     |      | 無所属             | 2024年7月18日 ‐ 2024年10月20日  |      |
| 観光・創造経済副大臣           | アンジェラ・タヌスディビョ                 |      | ペリンド党         | 2019年10月25日 ‐ 2024年10月20日 |      |